# Громыко, Владимир Николаевич
Владимир Николаевич Громыко — советский хозяйственный и государственный деятель, лауреат Государственной премии СССР за выдающиеся достижения в труде.

## Биография
Родился в 1945 году в Гомельской области Белорусской ССР. Член КПСС.
В 1961—2005 годах — регулировщик, военнослужащий Советской армии, регулировщик радиоаппаратуры Гомельского завода измерительных приборов, мастер участка регулировки приборов ОАО «Гомельский завод измерительных приборов» (ЗИП).
За большой личный вклад в создание современных машин и приборов был в составе коллектива удостоен Государственной премии СССР за выдающиеся достижения в труде 1984 года.
Делегат XXVII съезда КПСС.
Жил в Гомеле.

## Награды
- Орден Дружбы народов (1986)
- Орден Знак Почёта (1981)